# Les feuilles mortes
Les feuilles mortes è un brano musicale del 1946.

## Il brano
La musica di Les feuilles mortes,  
su versi di Jacques Prévert, 
è stata composta da Joseph Kosma  per la colonna sonora del film Mentre Parigi dorme del 1946 diretto da Marcel Carné. Il brano è stato reso celebre dall'interpretazione di Yves Montand, qui al suo debutto cinematografico, ed è divenuto in breve tempo uno standard jazz. 
Nata come poesia, Les feuilles mortes fa parte della raccolta di 95 poesie col titolo di "Paroles" ("Parole") pubblicata nel 1945 da Jacques Prévert, di cui costituisce l'opera più famosa. È questa una poesia d'amore, ma i temi in "Paroles" sono molteplici, dalla denuncia della violenza, della guerra, della politica e della religione.

## Cover
Johnny Mercer scrisse il testo per la cover in inglese, intitolata Autumn Leaves. La stessa canzone è il titolo dell'omonimo film uscito nel 1956. La versione originale francese comprende lunghe sezioni di recitativo che mancano nella versione inglese. Anche il significato del testo cambia tra le due versioni: nella versione francese è più triste e drammatico, mentre nella versione inglese - la storia un po' convenzionale del ricordo di un amore finito - la drammaticità è stemperata.
Del brano esiste una versione in italiano intitolata Le foglie morte, cantata anche da Patty Pravo.
Della canzone sono state realizzate innumerevoli versioni da parte di artisti francesi (Yves Montand, Édith Piaf, Juliette Gréco, Dalida, Michel Petrucciani), internazionali (Frank Sinatra, Nat King Cole, Barbra Streisand, Doris Day, Oscar Peterson, Jason Kouchak, Julian Cannonball Adderley, Miles Davis, Chet Baker, Bill Evans, Natalie Cole, Keith Jarrett, Eva Cassidy, Grace Jones, Tom Jones, Eric Clapton, Yūji Ōno, Diamanda Galás, Blue Knights, Bob Dylan, Mark Lanegan, Chick Corea) e italiani (Andrea Bocelli, Patty Pravo, Susanna Rigacci, Renato Sellani).
La versione strumentale al pianoforte eseguita da Roger Williams ha raggiunto, nel 1955, la prima posizione della classifica statunitense.